# Проскурин, Леонид Дмитриевич
Леонид Дмитриевич Проскурин (2 мая 1928, Брянская область — 15 декабря 1998) — машинист экскаватора строительного управления № 23 треста № 3 Главташкентстроя, гор. Ташкент, Узбекская ССР. Герой Социалистического Труда (1971).
Добился выдающихся трудовых результатов. Досрочно выполнил личные социалистические обязательства и плановые производственные задания Восьмой пятилетки (1966—1970). Удостоен звания Героя Социалистического Труда неопубликованным Указом Президиума Верховного Совета СССР от 25 марта 1971 года «за выдающиеся производственные успехи в выполнении заданий пятилетнего плана» с вручением ордена Ленина и золотой медали Серп и Молот.